# Joachim Hohberg
Joachim Hohberg (* 1. Mai 1903 in Löwenberg, Schlesien; † nach 1987 vermutlich in Koblenz) war ein deutscher Jurist, Landrat im Landkreis Cochem sowie kommissarischer Landrat im Landkreis Zell (Mosel).

## Leben
Joachim Hohberg war der Sohn des Brauereidirektors Paul Hoberg und dessen Ehefrau Margareta geb. Lichtner. Seine Schulzeit verbrachte er auf dem Realgymnasium im Schlesischen Löwenberg. Später studierte er zunächst in Greifswald, dann in Breslau und zuletzt in Jena. Nach der erfolgreichen Absolvierung seiner I. juristischen Staatsprüfung im Oktober 1925, fand er Anstellung beim Amts- und Landgericht in Hirschberg. Dann wechselte er erst nach Frankfurt (Oder) und von dort nach Breslau. Hiernach absolvierte er am 2. November 1929 die zweite Staatsprüfung in Heinrichswalde und wirkte dann in kurzer Folge erst in Goldap, dann in Leobschütz und Koblenz sowie zuletzt noch in Kiel. Hohberg war seit 1932 mit Ophelia geb. Zimmermann die aus Tilsit stammte, verheiratet.
Am 3. Dezember 1935 folgte er einem Ruf, um vertretungsweise in der Verwaltung des Cochemer Landratsamtes zu arbeiten, wo er schon im Jahr darauf 1936 erst zum kommissarischen und am 12. Dezember 1936 zum endgültigen Landrat des Landkreises Cochem ernannt wurde. Zusätzlich nahm er vom Juli 1940 bis zum Februar 1942 die Funktion des kommissarischen Landrats im Landkreis Zell wahr, musste sich dann jedoch zum Kriegsdienst melden und wurde während dieser Zeit von Walter Schlüter in beiden Landkreisen als Landrat vertreten. Im Herbst des Jahres 1944 versetzte man ihn zwar noch nach Calbe an der Saale, jedoch konnte er dieses Amt aufgrund seines noch aktiven Wehrdienstes nicht antreten. Gegen Ende des Zweiten Weltkriegs geriet er in den Automatischen Arrest, in dessen Folge er aufgrund seiner Einordnung als Staatsbeamter und Angehöriger des höheren Dienstes bis zum Oktober 1948 interniert wurde. Nach seiner Freilassung arbeitete Hohberg zunächst bei einer in Kirn ansässigen Lederwarenfabrik in der Funktion eines Verkaufs- und Büroleiters, bevor er am 1. Juni 1952 wieder in den Staatsdienst bei einem Bezirksverwaltungsgericht tätig wurde.
Am 1. September 1953 wechselte er als Verwaltungsgerichtsrat zum Oberverwaltungsgericht Rheinland-Pfalz nach Koblenz. Im Jahre 1956 wurde er weiterhin zuerst in das Bundesministerium der Verteidigung und im Jahre 1958 in das Bundesamt für Wehrtechnik berufen, bevor er noch im gleichen Jahr zum Vizepräsidenten ernannt wurde. Seine letzte Wirkungsstätte wurde dann schließlich das Bundesverwaltungsamt, wo er sich in seiner letzten Funktion als Ministerialdirigent auf eigenen Wunsch am 31. Dezember 1967 in den Ruhestand versetzen ließ.

## Auszeichnungen
- Großes Verdienstkreuz 1968[3]